# Rotterdam Ahoy
Rotterdam Ahoy, também chamado de Ahoy Rotterdam ou simplesmente Ahoy, é um complexo multiúso, localizado na zona sul da cidade de Roterdã, nos Países Baixos. O complexo, que foi fundado no ano de 1971, possui capacidade para receber uma quantidade de mais de 15.000 espectadores. Com uma área de 45.000 mil metros quadrados, o complexo é composto por três espaços principais: o espaço para eventos "Beurs- & Evenementenhallen", o centro de congressos "Congres-& Vergadercentrum" e a arena "Ahoy Arena", anteriormente denominada Sportpaleis.

## História
Antecedentes

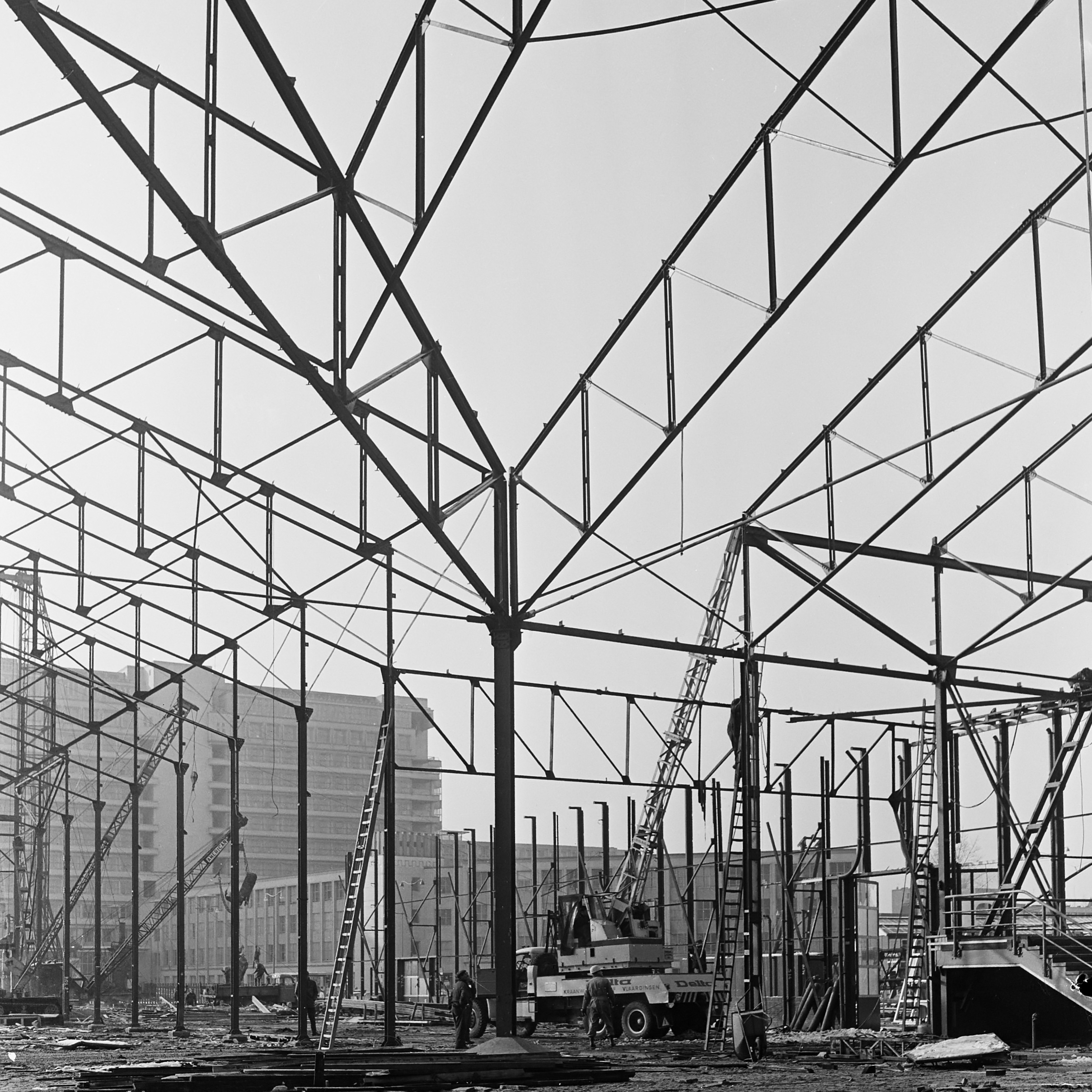
Demolição do
pavilhão de exposições em 1966.

A história do complexo remonta ao ano de 1950, no período pós-Segunda Guerra Mundial, quando a exposição "Rotterdam Ahoy" foi realizada na cidade de Roterdã. Dezesseis anos depois, o pavilhão de exposições foi demolido para ceder espaço ao Centro Médico Erasmus.
Construção e ampliação
A construção do complexo Rotterdam Ahoy iniciou-se em 1968. Depois de alguns anos de obras, o complexo foi oficialmente inaugurado em 15 de janeiro de 1971, pelo príncipe consorte Claus. Aproximadamente trinta e oito anos depois da inauguração do complexo, a arena Sportpaleis fechou as suas portas ao público em julho de 2009 para obras de ampliação e reforma. Em 21 de janeiro de 2011, coincidindo com a celebração do jubileu dos quarenta anos do Ahoy o Sportpaleis reabriu suas portas após a conclusão das reformas, disponibilizando capacidade para mais de 17 mil espectadores.

## Shows

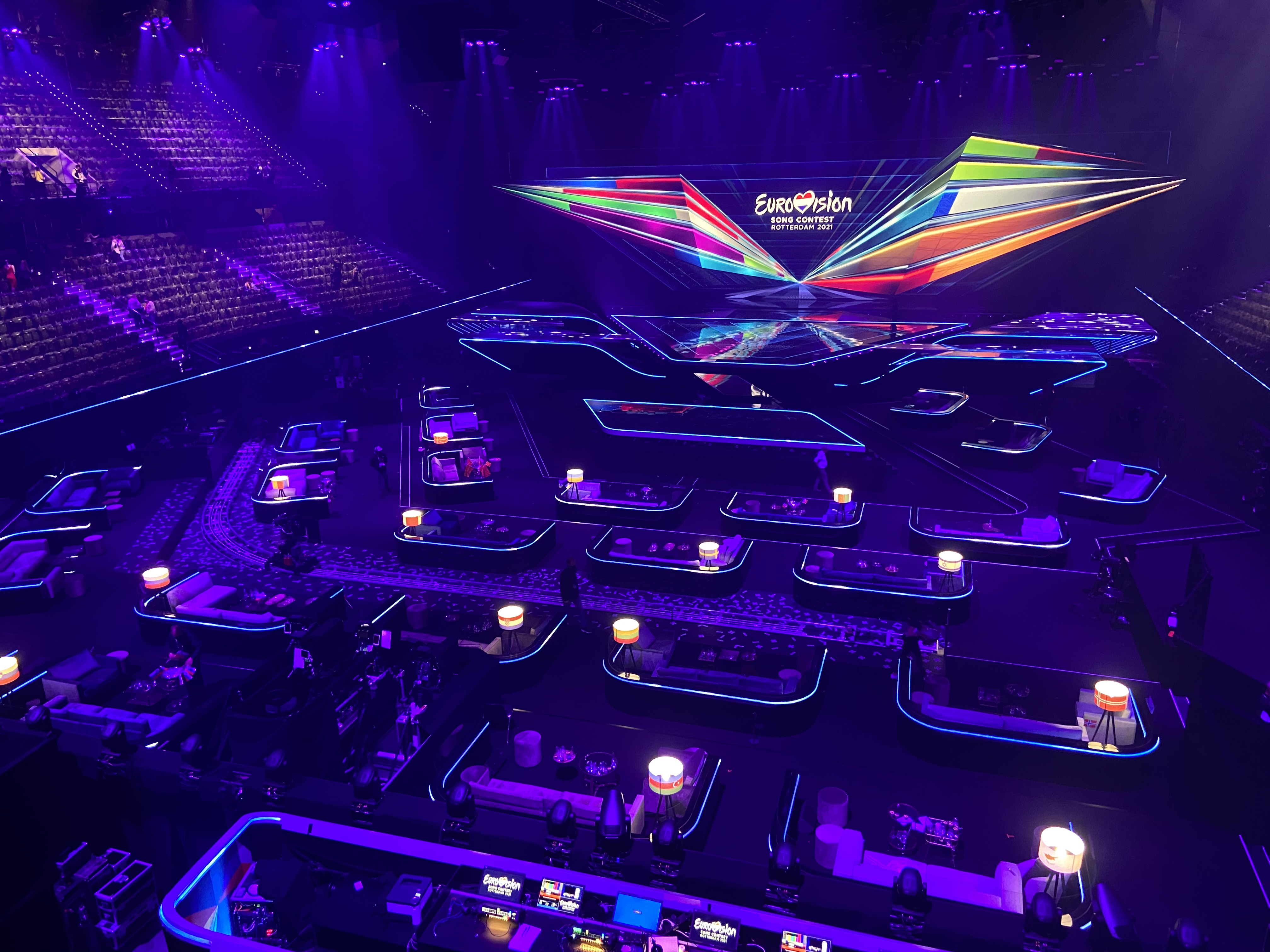
Panorama do
Eurovision Song Contest 2021.

Entre os artistas e bandas que se apresentaram no Ahoy, estão:
- Roxette
- David Bowie,[1]
- Bob Dylan,[1]
- Bob Marley,[1]
- Eric Clapton,
- Emmylou Harris,
- Gloria Estefan,
- K3,
- Metallica,
- Pink Floyd,[1]
- The Rolling Stones,[1]
- Queen,[1]
- U2,[1]
- The Who.[1]

## Eventos
Desde a sua inauguração, o complexo abrigou vários eventos, entre eles, os seguintes:
- ABN AMRO World Tennis Tournament,[1]
- Holiday on Ice,
- Night of the Proms,[1]
- North Sea Jazz Festival,[1]
- Premier League Darts,
- Seis dias de Roterdã,[1]
- Ultimate Fighting Championship,
- WWE Live.
- Festival Eurovisão da Canção 2021